# رایان گریسی
رایان گریسی (انگلیسی: Ryan Gracie; ۱۴ اوت ۱۹۷۴ – ۱۵ دسامبر ۲۰۰۷) ورزشکار هنرهای رزمی ترکیبی اهل برزیل بود.